# エアシナイ
エアシナイ（英語：Air Sinai、アラビア語：سيناء للطيران）はカイロに本拠地を置くエジプトの航空会社。

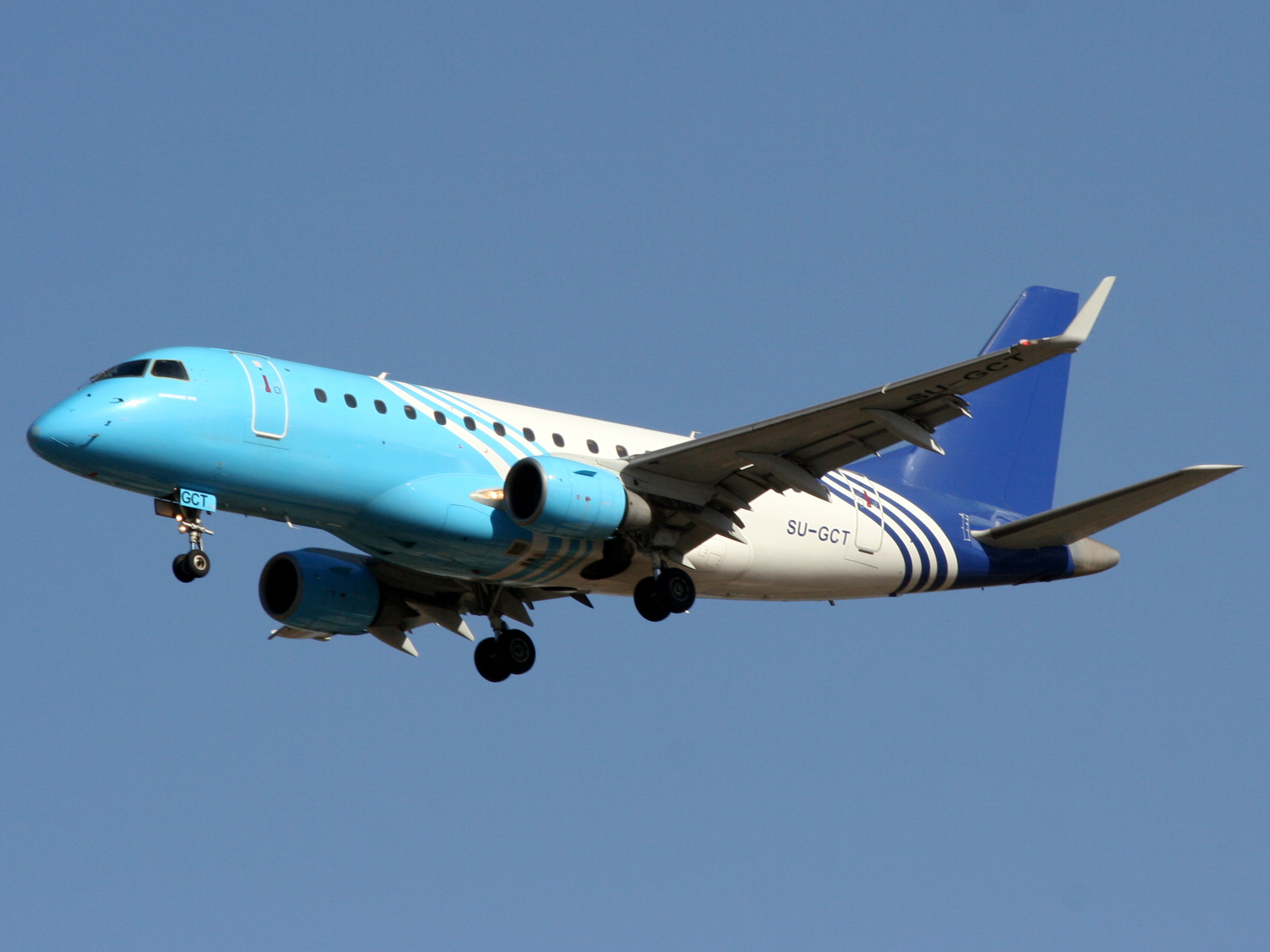
エンブラエル 170

## 概要

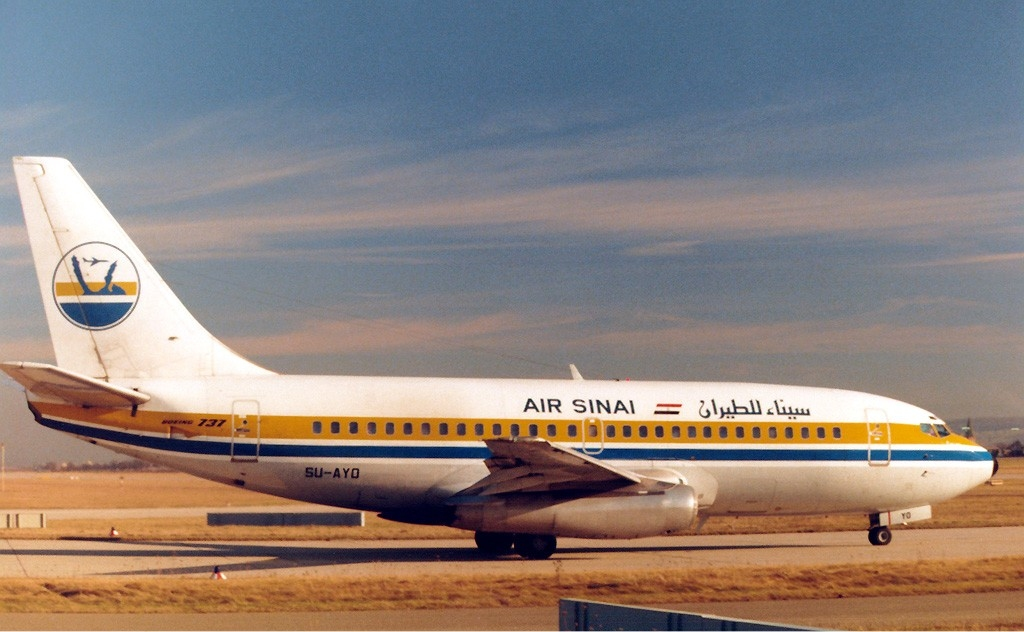
ボーイング737-200

シナイエアは1982年にエジプトとイスラエルの定期便を運航するために設立された。イスラエルへの直行便をアラブの国であるエジプトのキャリアフラッグが運航することは他のアラブ諸国の批判を招く恐れがあるため親会社であるエジプト航空からボーイング737-200をリースしイスラエル線の運航にあたり、その他に一部のリゾート路線もエジプト航空より引き継いだ。80年代にはフォッカーF27も使われていた。
しかし2002年には航空会社としての活動を停止しており、エジプト航空の名ばかりの子会社である「ペーパーエアライン」になっている。

## 保有機材
- エンブラエル E-170　1機（運航はエジプト航空が行っている。）